# 立法委員互選院長副院長辦法
《立法委員互選院長副院長辦法》是為中華民國立法院院長及副院長選舉所定的相關法規。根據《中央法規標準法》規定，該辦法在中華民國法律位階中，屬於最低的命令階層。該辦法公佈於1948年5月15日，最後一次修訂於1996年7月2日，該辦法基於中華民國之根本大法—《中華民國憲法》第六十六條規定立法院「院長、副院長由立法委員互選之，全體立法委員均為當然候選人」，根據該辦法延伸出《立法委員互選院長副院長投票及開票辦法》。

## 立法背景

第一屆立法院席次分布圖：
中國國民黨（716）
中國民主社會黨（17）
中國青年黨（6）
無黨籍（20）

因國共內戰擴大，國內急於要求民主憲政，國民政府為安撫民心，《中華民國憲法》於1947年12月25日起正式頒佈實行，自1948年首次召開第一屆立法委員選舉，由蔣中正所領導的中國國民黨為執政黨，1948年5月15日，第一屆立法院在其第一會期第四次預備會議中，按照母法憲法66條規定，通過《立法委員互選院長副院長辦法》，後天1948年5月17日，行憲後的第一任立法院院長誕生，由中國國民黨籍的孫科所擔任，但實際按照《立法委員互選院長副院長辦法》中的正副院長同日選以及2月1日就任，在全面改選後的第二屆正副院長選舉才開始。

## 條文內容
《立法委員互選院長副院長辦法》條文中，法條共有9條，以下為1996年最後一次修法後，法條的內容說明：
- 第1條：根據憲法第66條規定，立法院院長及立法院副院長由全體立法委員互相選舉而產生，且全體立法委員皆為其候選人。
- 第1-1條：關於立法院正副院長選舉，應於每屆新立法院選出後的同年2月1日，立委在當日報道，並宣誓就職，一同舉行其選舉。
- 第2條：立法院正副院長的選舉，根據立法院組織法第5條規定，必須出席三分之一以上的立法委員，才可以舉行。
- 第3條：立法院正副院長選舉，須分別舉行。
- 第3-1條：正副院長選舉時的選舉會議，由全體立法委員推選出臨時主席來主持會議，由資深立委主持，資歷相同則以較年長的立委主持。
- 第4條：立法院正副院長選舉，皆以立法委員出席數過半數者當選。若無人達到以上規定，則就以第一輪票數較多的兩名候選人重新投票，如有較多票數的，但有同票數的候選人，一併列入第二輪選舉。
- 第5條：立法院正副院長的選舉票上，各印出所有立法委員的姓名，並由全體立法委員各自圈選其候選人。第二輪選舉票上，各列印出票數較多的兩位及同票數的候選人，並由全體立法委員各自圈選其候選人。
- 第6條：在立法院正副院長的選舉當中，投開票的監察委員，由各立法委員擔任。
- 第7條：立法委員互相選舉立法院長，以及開票的規則，由另外的法條所規定。
- 第8條：立法院正副院長的改選，須有三分之一以上的立法委員所提議，並由出席三分之二以上的立法委員同意並通過，才得以重新選舉立法院的正副院長；立法院正副院長的任期至其立法委員任期結束為止。
- 第9條：本辦法經由立法院院會通過之後實施。[7][8]

## 重大修訂
- 1948年（民國37年）5月15日立法院第一屆第一會期第四次預備會議通過《立法委員互選院長副院長辦法》[9]。
- 1996年（民國85年）7月2日立法院第三屆第一會期第二十六次會議修正通過新增第8條條文[9]。

## 外部連結
- 维基文库中的相關文獻：立法委員互選院長副院長辦法
- 立法委員互選院長副院長辦法（页面存档备份，存于）（全國法規資料庫）
- 立法委員互選院長副院長投票及開票辦法（页面存档备份，存于）（全國法規資料庫）